# 豪托什·加博尔
豪托什·加博尔（匈牙利語：Hatos Gábor，1983年10月3日—），匈牙利男子摔跤运动员。他曾代表匈牙利参加2004年和2012年夏季奥林匹克运动会摔跤比赛，其中2012年奥运会获得一枚铜牌。